# Muralla de Burgos
La muralla de Burgos es una cerca defensiva que rodea parte del casco histórico de la ciudad española de Burgos. Su estructura actual remonta a la Baja Edad Media. Desde el siglo XVIII se comenzó a derribar progresivamente en ciertos puntos, pero se han conservado varios tramos y puertas importantes, así como algunas torres y lienzos aislados.

## Historia
El desarrollo de la muralla es consustancial al de la propia ciudad de Burgos. Se puede dividir su evolución en varios momentos: las primeras cercas entre el siglo X y el XIII, la construcción de la muralla actual entre los siglos XIII y XIV y su posterior evolución en los siglos sucesivos.

### Las primeras cercas
Tras la fundación de Burgos en el año 884 debió de construirse ya en el siglo X un muro para proteger el castillo y el primitivo núcleo de población que se formó en la parte superior y en las laderas altas del cerro san Miguel.
A finales del siglo XI el auge comercial y la inmigración impulsaron el crecimiento de la ciudad, cuyo caserío se fue desplazando progresivamente hacia el llano, con el resultado de que los barrios altos de las laderas del castillo comenzaron a despoblarse. 
Por ello a fines del siglo XI o en el siglo XII se hizo una cerca con estructura rectilínea que iría por lo menos desde la puerta de San Martín a la de Santa María. La existencia de esta última se atestigua en el propio Cantar de mio Cid: 

«Por Burgos aguijava,
lego a Sancta María, luego descavalga,
fincó los innojos, de coraçón rrogava.
La oraçión fecha luego cavalgava;
salió por la puerta & en Arlançón passava»

### La muralla de los siglosXIIIyXIV

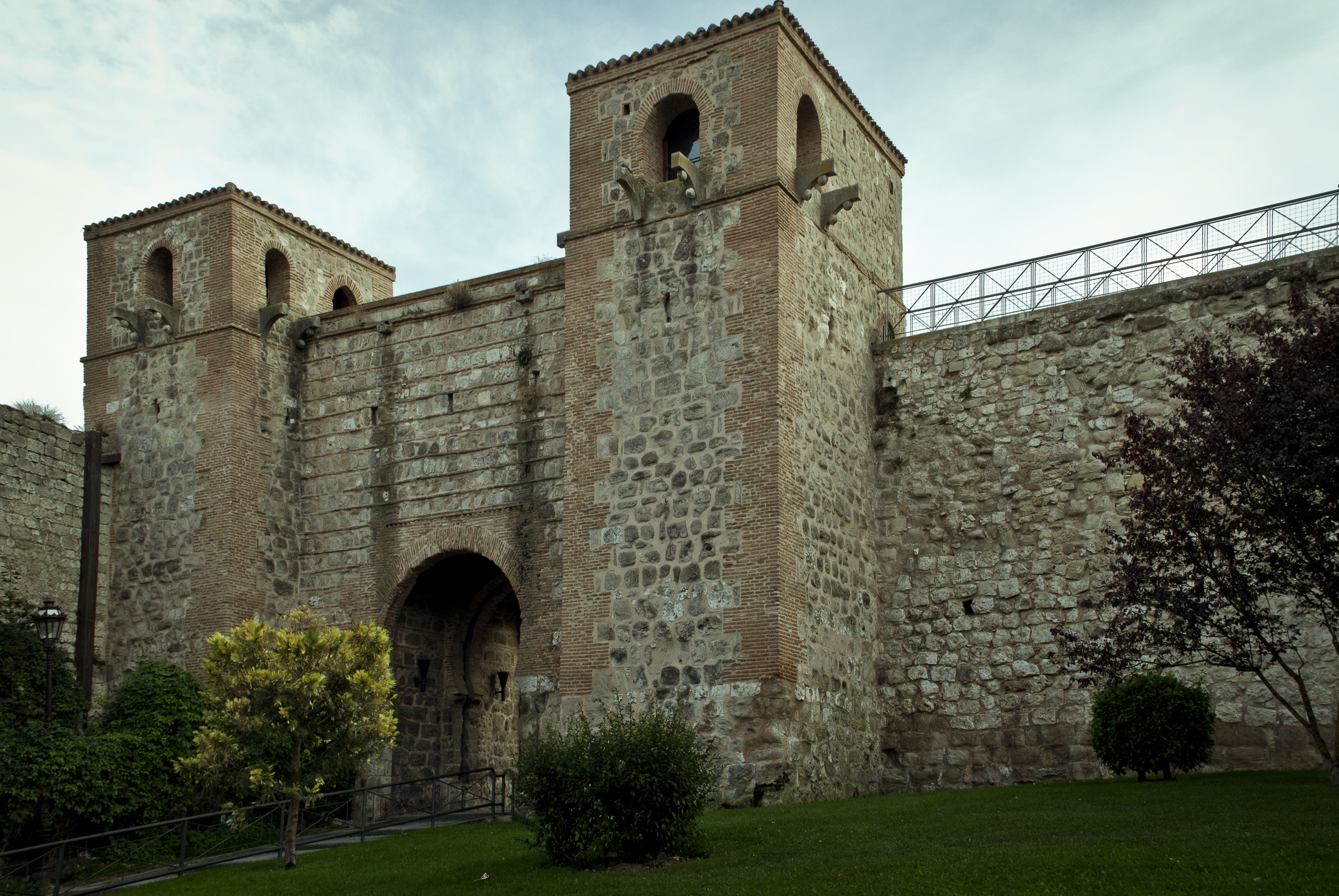
Puerta de San Esteban vista desde el lado exterior.

La muralla actual fue construida esencialmente entre el siglo XIII y el XIV bajo impulso del Concejo burgalés. Prueba de ello da un documento de 1276 en el que Alfonso X agradeció a la ciudad el comienzo de estos trabajos:

«Sepades que me dijeron que comenzades en vos carcajear e en vos cercar muy bien de murallas, Ansi como vos Yo envié mandar, e avrides muy grand favor de fortalecer vuestra villa. E esto vos gradesco Yo mucho e téngame de vos por servicio en Ello»

Este documento ejemplifica la preocupación de los reyes castellanos, que veían cómo una de las principales ciudades del reino se hallaba mal defendida desde finales del siglo XII, encontrándose buena parte de su caserío desprotegido, especialmente en la zona de la Puebla y de los mercados.
Las obras comenzaron en varios puntos a la vez y el Concejo se ocupó de detallar las características y el trazado que debía tener:

«(...) Que sea el cimiento de la barrera, afondado tanto como digan los maestros canteros que meresce la barrera, segund su altor, porque asiente sobre firme, e que sea la barrera de ocho palmos en ancho e dende arriba pretil e almenas, e que llegue fasta en derecho de la esquina de la torre de la dicha puerta de San Juan, e dende la esquina de la dicha torre fasta la puente de madera por do entran agora a la dicha puerta (...)»

El trazado elegido por el Concejo abarcó la mayor parte de la superficie urbanizada del Burgos bajomedieval, de manera que la muralla iba a cumplir así no solamente una función militar sino también comercial e impositiva. Fuera del recinto amurallado quedaron los monasterios y conventos de San Pablo, las Trinitarias y San Francisco; así como los barrios de San Felices, San Pedro de la Fuente o el arrabal de Vega y de San Juan.
En 1313 se sabe que las obras continuaban en el sector entre el castillo y las riberas de los ríos Pico, Vena y Arlanzón. La prolongación de los trabajos abarcaría prácticamente el resto del siglo, estando el recinto amurallado completamente terminado en los albores del siglo XV. El coste de las obras fue sufragado por el Concejo, con algunas aportaciones puntuales de reyes como Enrique III.

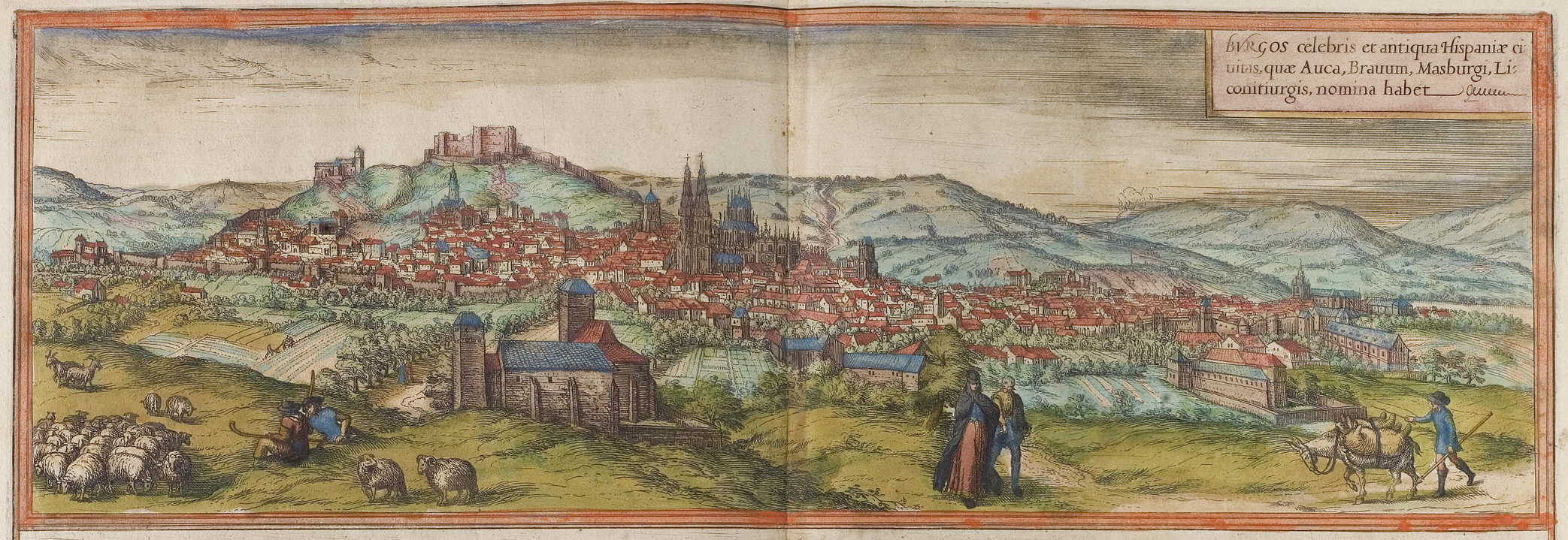
Vista de Burgos hacia 1572 aparecida en el Civitates Orbis Terrarum en la que se aprecian diferentes tramos de la muralla.

Sin embargo al poco de terminarse, existían ya a finales del siglo XV ciertos tramos en mal estado o cuya función militar quedaba comprometida al haberse adosado a las murallas casas y palacios, desde los cuales se había incluso abierto ventanas y puertas de servidumbre en la propia muralla. 
Esta situación se agravaría durante el siglo XVI, tomándose en 1595 la decisión de ordenar que se devolvieran a su estado original los paños de muralla que habían sido dañados. A los destrozos de los propios vecinos se había añadido los efectos de un terremoto en 1542 que dejó maltrechos algunos paños y el cubo de doña Lambra; así como la inundación de 1582, que contribuyó al desmoronamiento casi total de algunos lienzos.

### Las destrucciones de los siglosXVIIIyXIX
El recinto amurallado llegó pese a todo íntegro hasta comienzos del siglo XVIII. El primer tramo donde la muralla fue derribada fue el del actual Paseo del Espolón. Allí se levantó durante el siglo XVIII el edificio del Consulado del Mar sobre el solar mismo de la muralla y la Casa Consistorial edificada sobre la antigua puerta de las Carretas.
La muralla sufrió sin embargo en la zona del cerro del Castillo el último cometido militar de su historia durante el asedio de las tropas de Wellington a las tropas napoleónicas en 1812. En este momento los tramos de la calle de las Murallas y de las Corazas quedaron afectados y posteriormente cayeron en ruina, como ha demostrado una reciente intervención arqueológica.
Las destrucciones planificadas comenzaron a partir de 1831 y se centraron en el sector que iba de la iglesia de San Gil hasta la antigua puerta de San Pablo. La ciudad tendía entonces a abrirse hacia la ribera del Arlanzón y hacia la vega del río Vena, por lo que las murallas se veían como un impedimento urbanístico y fueron demolidas. Las destrucciones se centraron también en el sector entre el arco de Santa María y Barrantes, como ha quedado constancia en algunos documentos municipales.

### Conservación y puesta en valor
La conservación de los sectores respetados por la expansión urbanística del siglo XIX se debió más al hecho de que se encontraran en zonas periféricas o en pendiente (caso del sector del paseo de los Cubos y de la subida a la puerta de San Martín; o del tramo de muralla que baja del Castillo hasta la puerta de San Esteban).
Obviando algunas reparaciones puntuales, se hubo de esperar hasta bien entrado el siglo XX para que el Ayuntamiento ejecutase primero políticas activas de conservación, y ya en el último tercio del siglo, acciones de restauración y de puesta en valor. Durante los años ochenta se restauró el tramo del paseo de los Cubos, después el tramo de la puerta de San Esteban en el marco de la recuperación del cerro del Castillo y finalmente ya en la primera década del siglo XXI pequeños paños de muralla como el de la calle San Lesmes.

## Características
El trazado de la muralla recorría las actuales calles de San Lesmes y la ribera del Arlanzón siguiendo la calle Vitoria y el paseo del Espolón hasta la calle Eduardo Martínez del Campo. A continuación serpenteaba suavemente en el paseo de los Cubos para subir hacia el arco de San Martín, para desde allí rodear el cerro del Castillo y bajar de nuevo hacia el arco de San Esteban, el arco de San Gil y prolongarse hasta enlazar con el punto de partida.
La longitud total rondó originalmente los 3500 metros, lo que supuso una superficie intramuros de 45 hectáreas. El recinto fortificado contaba con 93 torres y 12 puertas, el espesor era de entre ocho y doce pies y la altura máxima alcanzó los 13 metros en los restos que se han conservado.
Actualmente se conserva en buen estado menos de una cuarta parte del trazado original y cinco puertas, a lo que se añaden varios cientos de metros que han sido recientemente sacados a la luz en la calle de las Murallas y la calle de las Corazas.

## Puertas
Partiendo del arco de San Martín, avanzando en sentido antihorario, se encuentran o encontraban las siguientes puertas:
Arco de San Martín

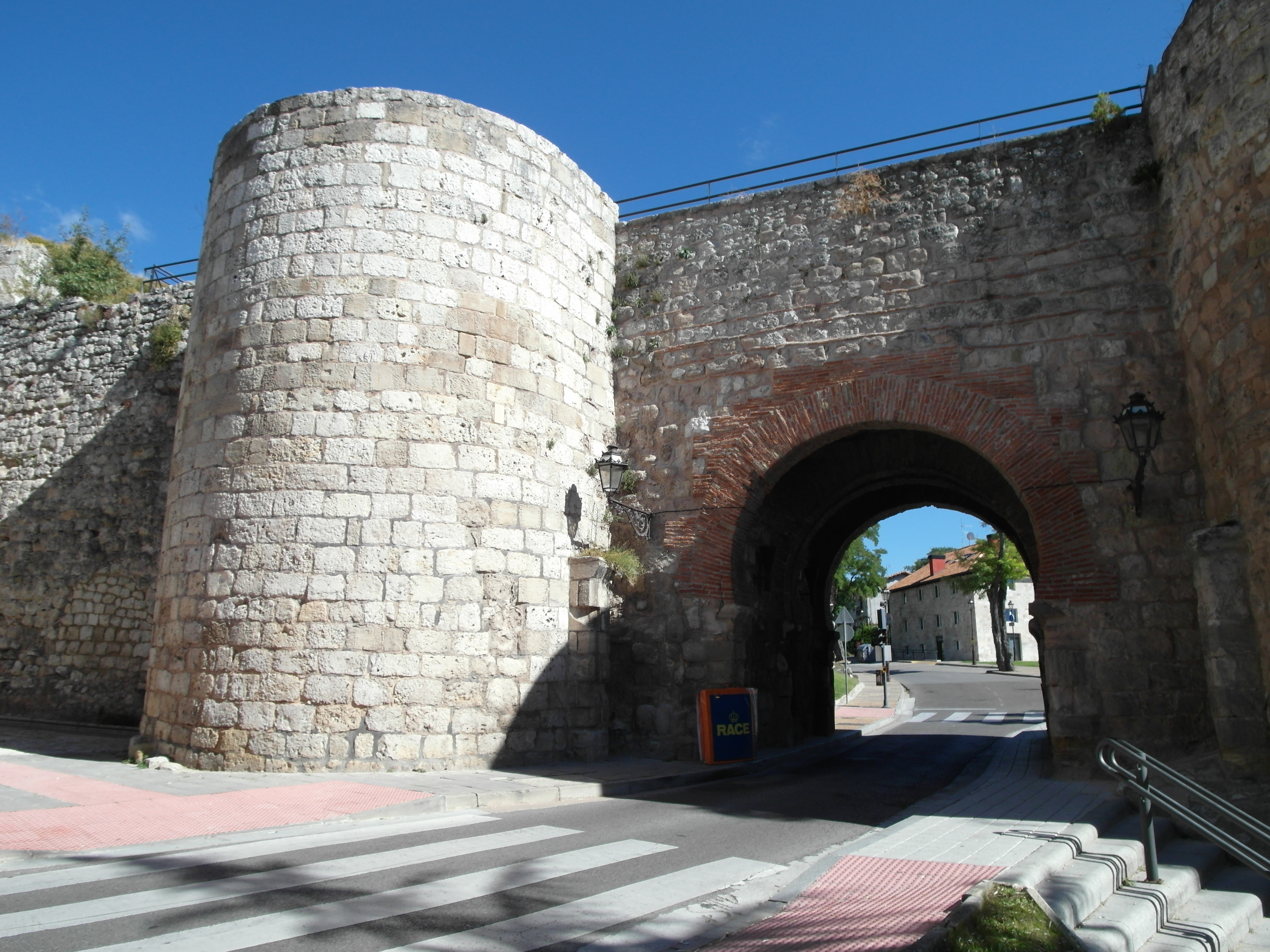
Arco de San Martín visto desde el exterior de la muralla.

Este arco es la puerta más occidental de las murallas. Por aquí entraban los reyes de Castilla a la ciudad tras haber prestado el juramento de respetar sus privilegios, por lo que también recibió el nombre de Puerta Real o Puerta Juradera.
El nombre de arco de San Martín deriva de la existencia en sus proximidades de la iglesia de San Martín, hoy desaparecida. Esta puerta era y es la salida del Camino de Santiago de la ciudad, desde aquí los peregrinos avanzan hacia el puente de Malatos y el Hospital del Rey.
Es obra de arquitectos moriscos de comienzos del siglo XIV y su estilo mudéjar es visible en sus cuatro arcos de herradura en ladrillo, material que se alterna con la piedra caliza del resto del conjunto. La puerta podría haber contado originalmente con un piso superior equiparable a la arquería de la puerta de San Esteban que habría sido demolido en 1609 durante unos trabajos de reparación.
Puerta de la Judería y paseo de los Cubos

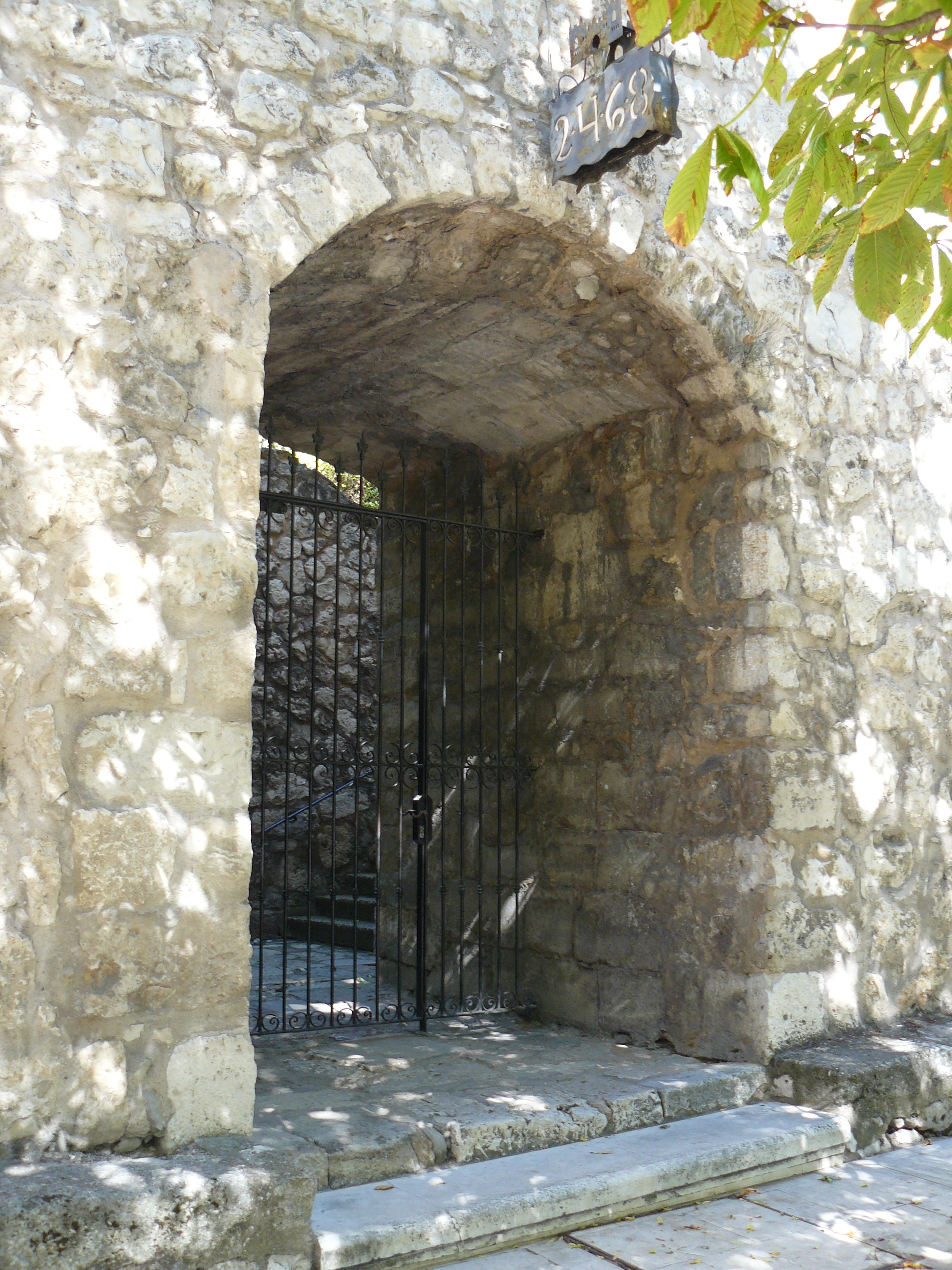
Puerta de la Judería tras su restauración.

Se denomina así por haber servido originalmente para facilitar el acceso a la judería existente en esta zona de la ciudad durante la Baja Edad Media. Se trata de una puerta secundaria con arco semicircular, exenta de elementos decorativos. Estuvo tapiada en época moderna hasta 1973, cuando se volvió a abrir con el fin de dar acceso a unos nuevos edificios residenciales.
La puerta de la Judería se ubica al final del paseo de los Cubos. En este tramo, el mayor y mejor conservado de todo el trazado de las murallas, se alternan los lienzos con cinco cubos (torres) semicirculares que le otorgan su denominación.
El torreón situado junto a la puerta de la Judería se conoce como Torreón de doña Lambra, sobrenombre que le viene por ser tradicionalmente identificado como el lugar donde vivió este personaje de la leyenda de los siete infantes de Lara. Doña Lambra, acusada de todos los males que sufrían los infantes, se suicidó al tirarse desde lo alto del torreón.
Puerta de los Tintes, o del Hierro, o de los judíos
Derribada en 1889, se encontraba al final de la calle de Ronda. Se trababa de una puerta secundaria de forma ojival lanceolada cuyo nombre le vino por estar próxima a los lavaderos de los tintes de lana. También se conoció como puerta del Hierro, por contar con una puerta claveteada; o como puerta de los judíos, por dar también acceso a la vecina judería.
Puerta de Santa Águeda
También conocida como de Santa Gadea o de Barrantes, desapareció en 1870. Según Isidro Gil «carecía de torres defensivas en sus flancos y de adornos (...) Los arcos de entrada y de salida eran ojivales»
Arco de Santa María

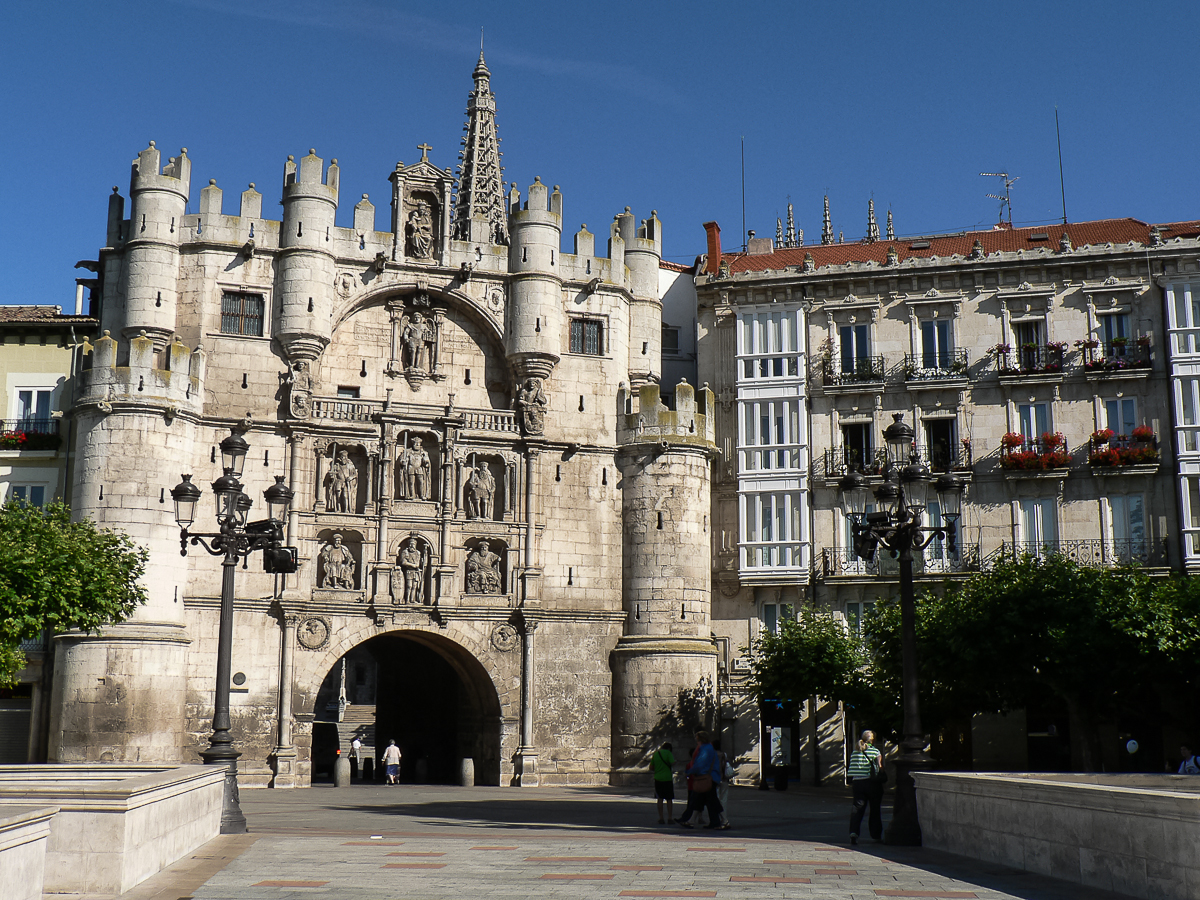
Puente y arco de Santa María.

Construido inicialmente en los siglos XIV y XV, entre 1536 y 1553 fue remodelado totalmente por Juan de Vallejo y Francisco de Colonia, dando lugar al arco triunfal en piedra caliza blanca de Hontoria de la Cantera que puede contemplarse en la actualidad. El arco estuvo ocupado por el Consistorio burgalés hasta la construcción de la nueva Casa Consistorial en el siglo XVIII. Entre los años 1878 y 1955 fue sede del Museo Arqueológico Provincial de Burgos y en 1943 fue declarado Monumento Histórico-Artístico Nacional. En la actualidad está abierto al público y alberga exposiciones temporales.

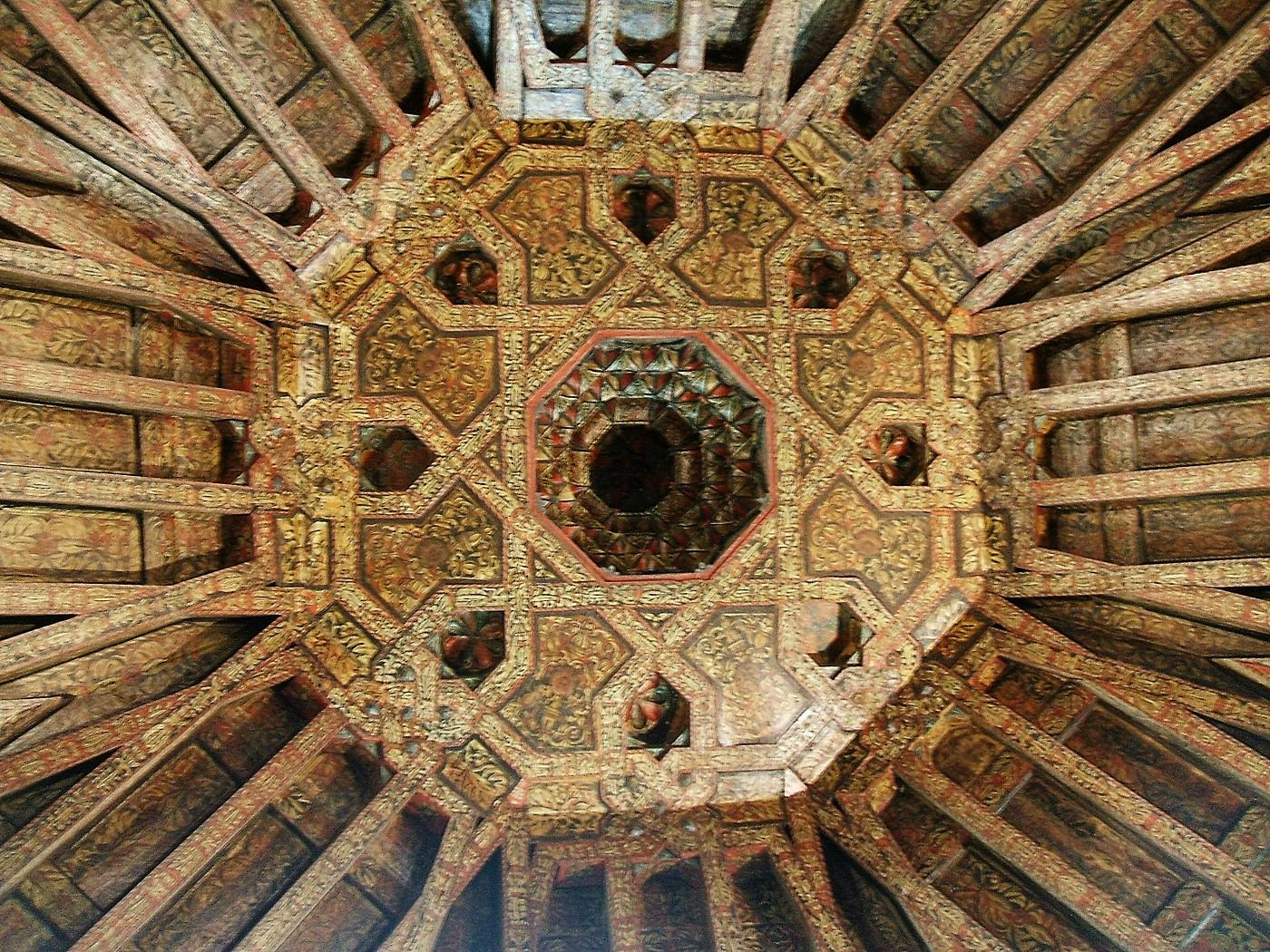
Artesonado de la sala de Poridad del arco de Santa María.

La puerta fue concebida a manera de gran arco triunfal, con organización de retablo labrado en piedra y con un remate almenado a modo de castillete, lo que hace del conjunto un monumento arquitectónico singular. En las seis hornacinas principales, dispuestas en dos cuerpos y tres calles, se encuentran personajes importantes de la historia de Burgos: los Jueces de Castilla (Nuño Rasura y Laín Calvo); los condes Diego Rodríguez Porcelos, fundador de la ciudad, y Fernán González, primer conde independiente de Castilla; el Cid; y el emperador Carlos I, a quien dedicó la ciudad el Arco para congraciarse con él tras las revueltas comuneras.
En el interior del arco, unas escaleras de origen medieval dan acceso a la sala principal, donde se conserva un fragmento de yeserías mudéjares procedentes del castillo de Burgos y un gran mural del pintor burgalés José Vela Zanetti dedicado al conde Fernán González y a la independencia de Castilla. La sala, que ocupa dos plantas, da también acceso a la Sala de Poridad, un salón octogonal en el que se reunía el concejo de Burgos hasta 1780. Esta sala tiene un bello artesonado mudéjar.
Puerta de Carretas
Esta puerta se situaba en el actual emplazamiento del edificio del Ayuntamiento, cuya construcción en 1774 motivó precisamente su derribo. Se llamaba así por ser la entrada principal a la plaza del Mercado Menor (hoy en día plaza Mayor). De origen medieval, sufrió diferentes arreglos durante el siglo XVI, adquiriendo finalmente un aspecto sobrio y una gran anchura de luz en su arco, disponiendo a ambos lados del mismo de una estrecha acera.
Puerta de San Pablo
Junto al arco de Santa María y a la puerta de Carretas, la de San Pablo era la tercera puerta que comunicaba la ciudad con las orillas del río Arlanzón. En este caso se encontraba delante del puente de San Pablo, llamado así por el vecino convento situado al otro lado del río. Se conoció igualmente como puerta del Mercado, por dar acceso al Mercado Mayor sito en la actual plaza de la Libertad.
Se construyó en el año 1290 y se situaba junto a la fachada este del actual Palacio de la Diputación Provincial. Sirvió como prisión, estando presos en ella algunos comuneros como Pedro López de Ayala, quien sería ejecutado allí mismo. Durante el siglo XVIII se derrumbó y se sustituyó por un arco de triunfo de factura simple en cuya parte superior se alojó una hornacina con una imagen de la Virgen con el Niño.
Arco de San Juan

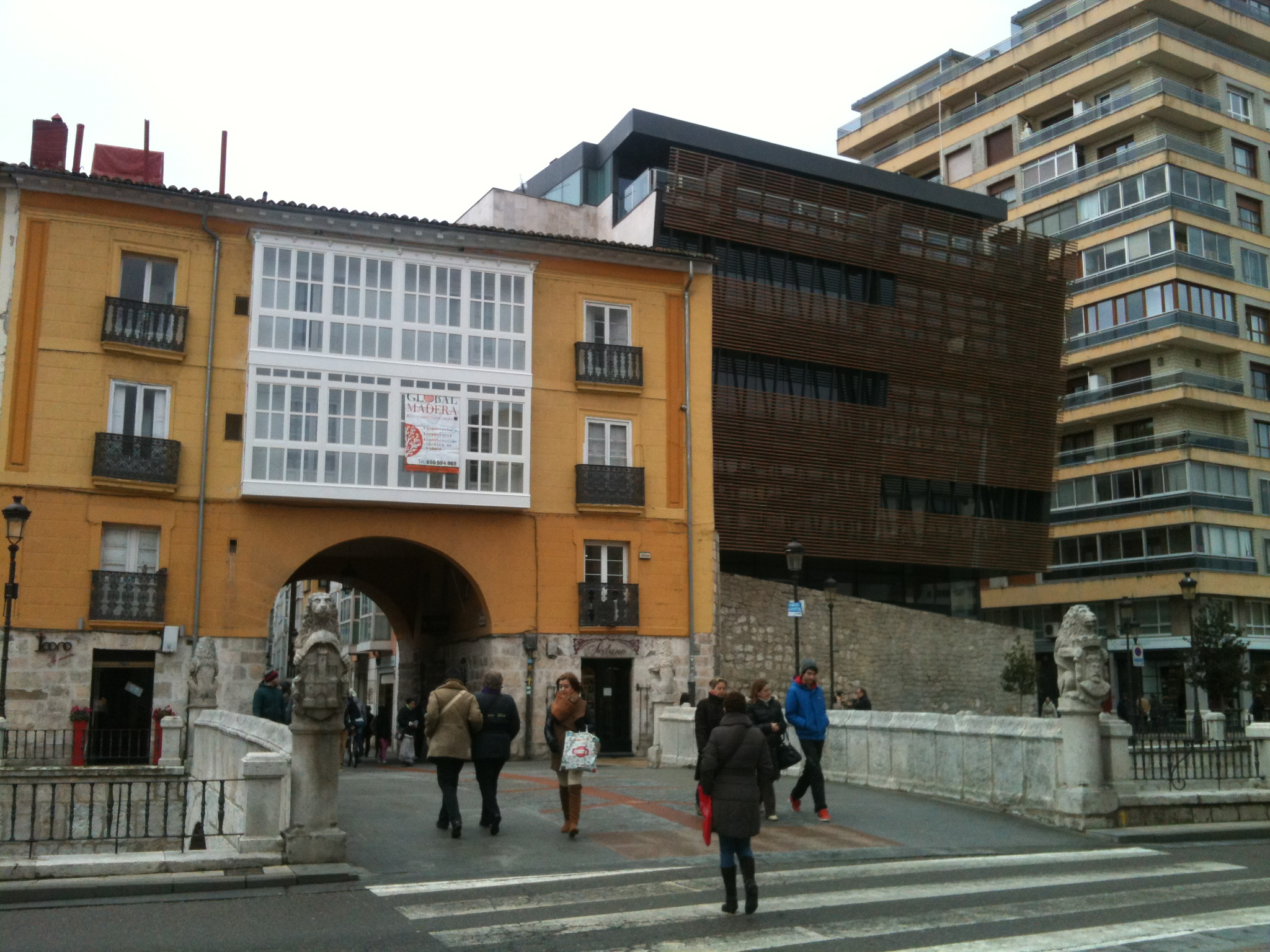
Arco de San Juan.

Anteriormente a la construcción de este tramo de la muralla del siglo XIII ya debió de existir en este punto una puerta para controlar el paso hacia el barrio extramuros de San Juan y la entrada de los peregrinos del Camino de Santiago a la ciudad. La puerta del siglo XIII fue modificada en el siglo XVI, para ser derribada hacia 1850 con objeto de construir el actual edificio de viviendas, que incluyó de nuevo un arco ya sin función defensiva que sigue en uso.
Al norte del arco se ha conservado un pequeño lienzo de muralla, y al sur otro lienzo y un torreón restaurados.
Puerta Margarita
Esta puerta fue la última en abrirse, pues fue fruto de la necesidad de darle a la ciudad una salida hacia la zona de los Vadillos. Tras algunos proyectos frustrados en el siglo XVI, se construyó finalmente hacia 1605 con motivo de la visita de Felipe III y de la reina doña Margarita de Austria, de donde tomó el nombre.
Contaba con un arco de medio punto coronado por un simple frontón triangular poco elevado. Se situaba en la actual plaza de Alonso Martínez, en la salida hacia la calle General Sanz Pastor, apoyada en la desaparecida casa de las Cuatro Torres.
Arco de San Gil

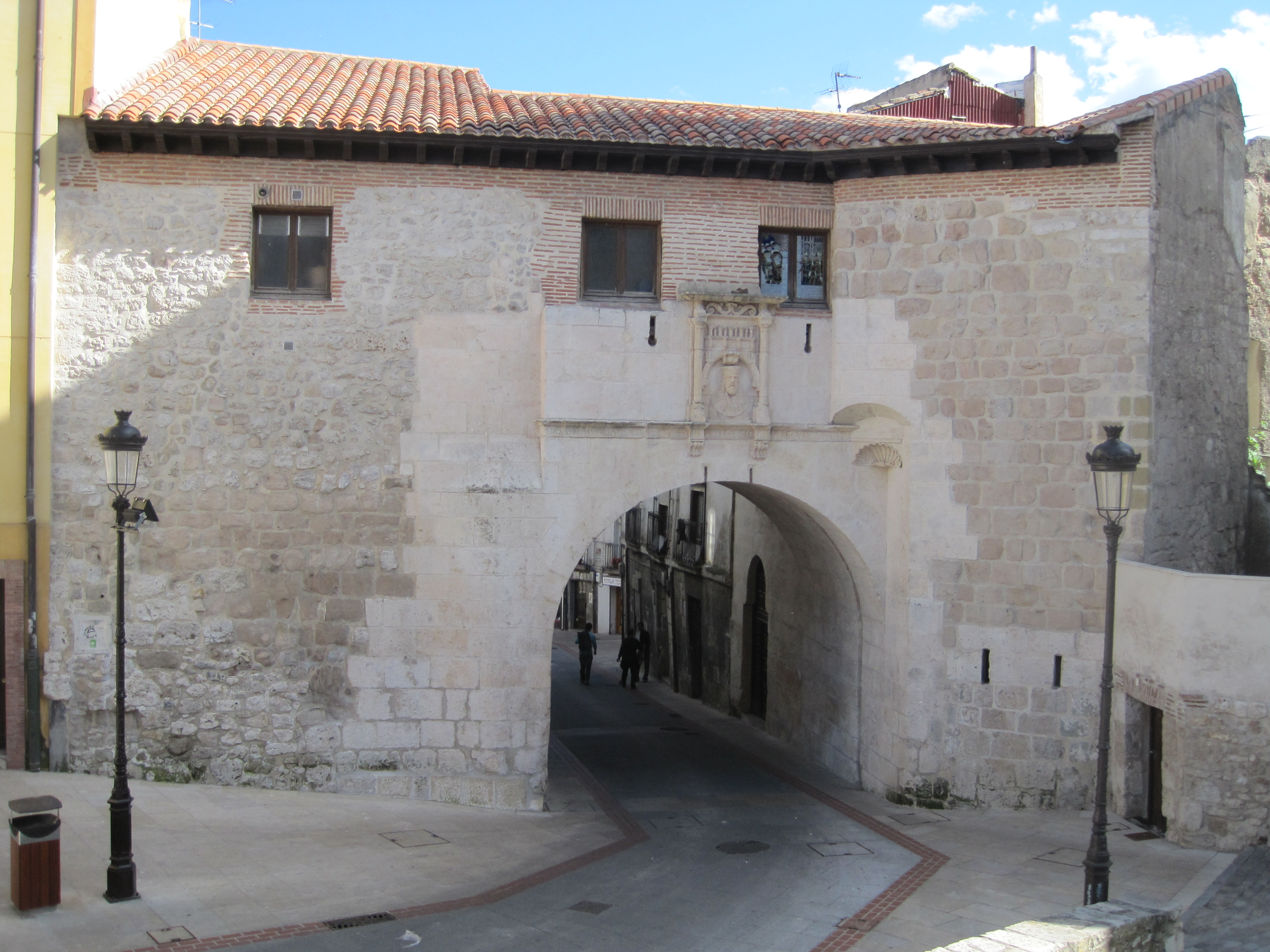
Arco de San Gil.

Situado en la zona noreste de la muralla, fue una de las entradas más importantes a la ciudad, tanto porque desde aquí salían los caminos hacia los puertos del Cantábrico como porque este sector era uno de los más fuertemente defendidos por su valor estratégico.
El primitivo arco bajomedieval, que fue una de las prisiones más utilizadas por el Concejo burgalés, fue reformado por Juan de Vallejo en el siglo XVI. El escudo de la ciudad que domina el arco de medio punto remonta a este periodo, si bien la configuración del arco actual dista mucho de su apariencia en el siglo XVI.
Adosado al arco existió un torreón llamado de las Emparedadas, que fue eliminado tras una reforma y en el que se recogían las mujeres que querían meditar y desarrollar penitencia para alejarse del mundo.
Arco de San Esteban

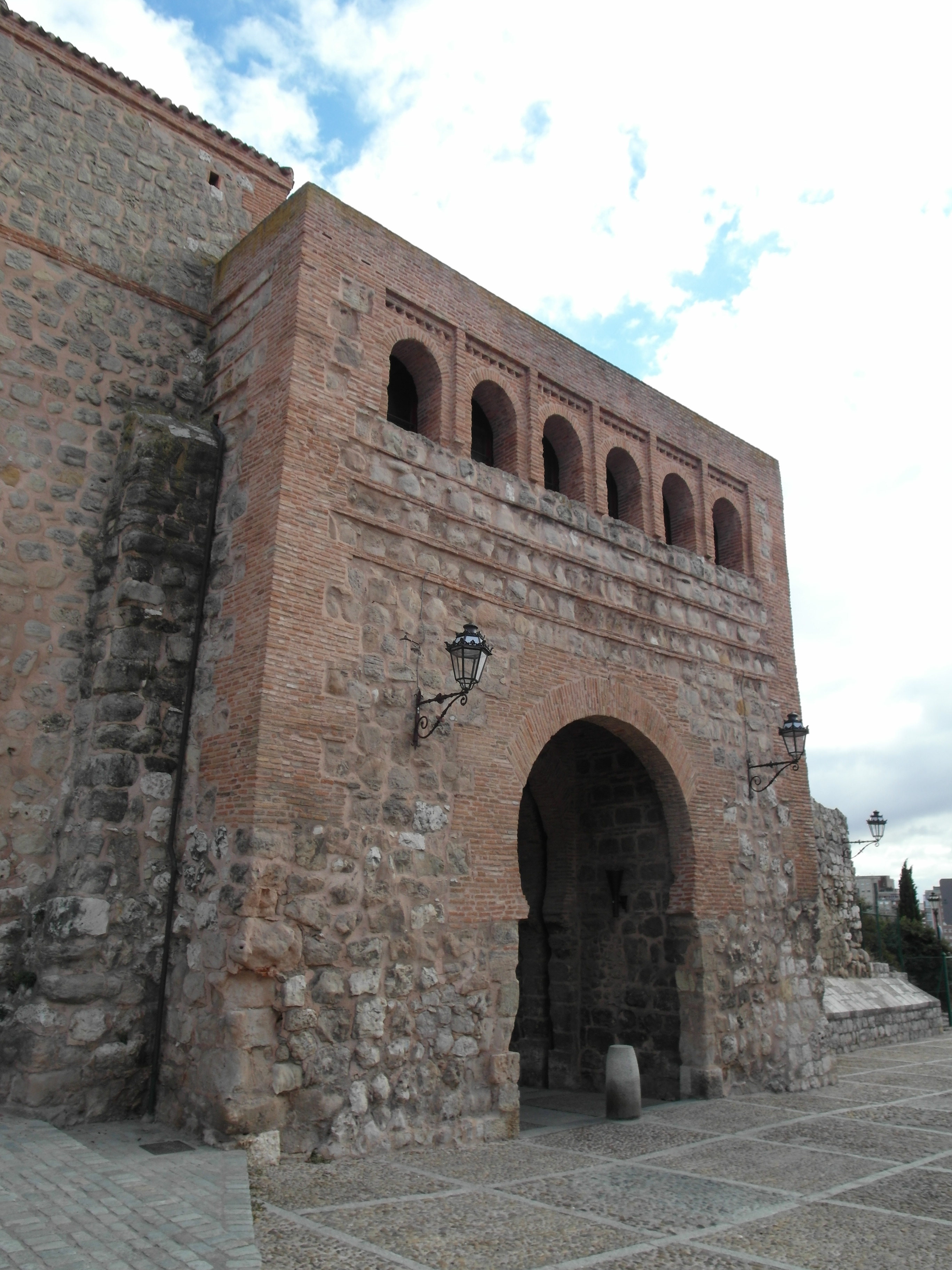
Puerta de San Esteban vista desde el lado interior.

En el extremo del paño de muralla conservado que baja del Castillo por el lado noreste se encuentra el arco de San Esteban, uno de los más interesantes desde el punto de vista histórico-artístico. Si bien hay referencias a una puerta en este lugar en el siglo XIII, la actual remonta a mediados del siglo XIV y fue levantada por el alarife Mahomed.
Es de estilo mudéjar con un gran arco de herradura en ladrillo, flanqueado en la parte externa por dos torres cuadradas en piedra que alcanzan los 13 m de altura, unidas entre sí. En la fachada que da a la ciudad aparece una galería de seis arcos de medio punto de ladrillo.
Puerta del Castillo o de las Corazas
Cercana al castillo, permitía la salida del recinto amurallado en dirección norte. No quedan restos visibles.
Restos de la calle Murallas
La intervención arqueológica de 2008 ha sacado a la luz los restos de la muralla que rodeaba al cerro del Castillo por sus lados oeste y noroeste, entre los cuales figuran varios cubos y una puerta que podría haber dado acceso a la judería.

## Galería fotográfica

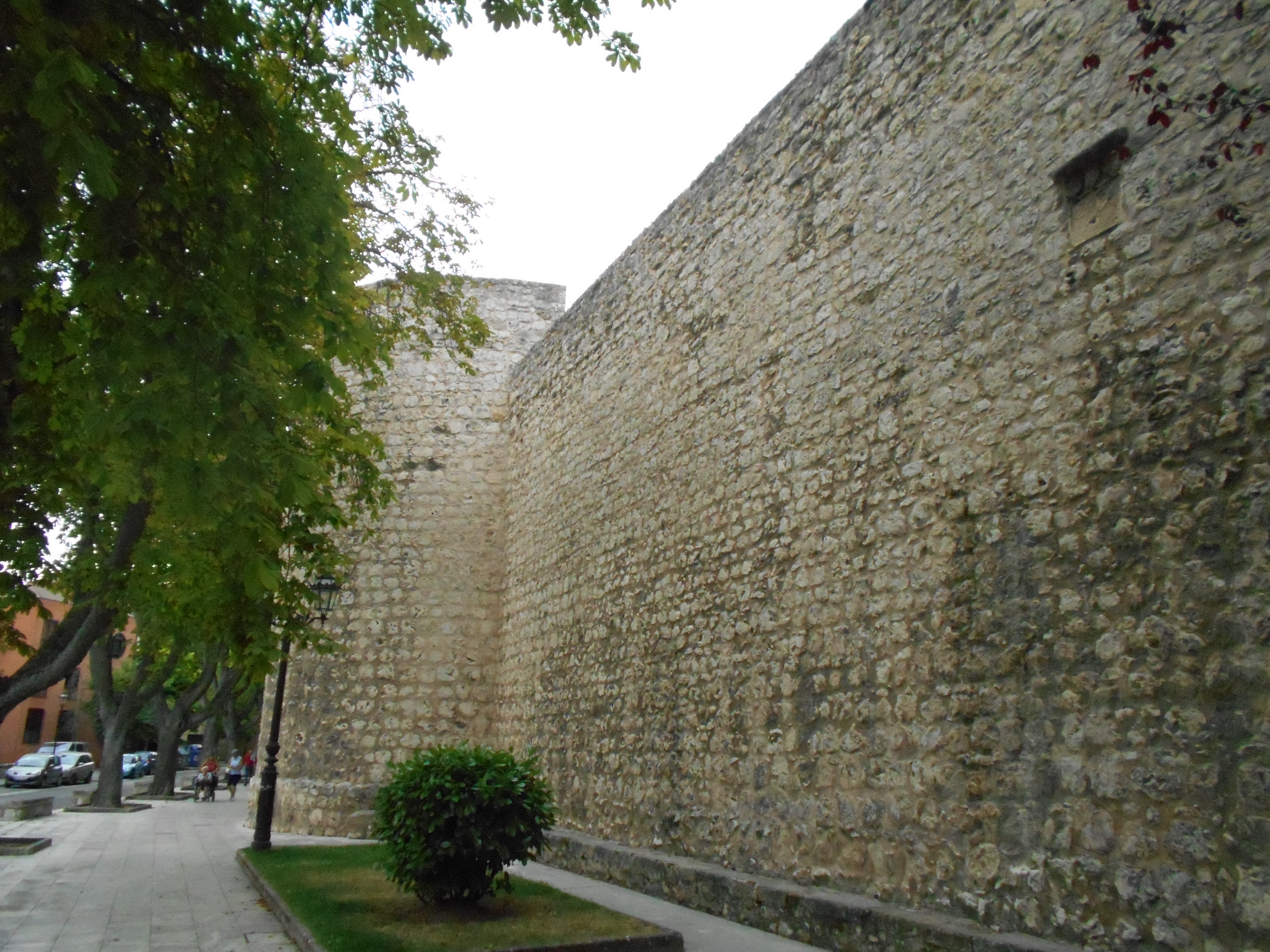
Paseo de los Cubos
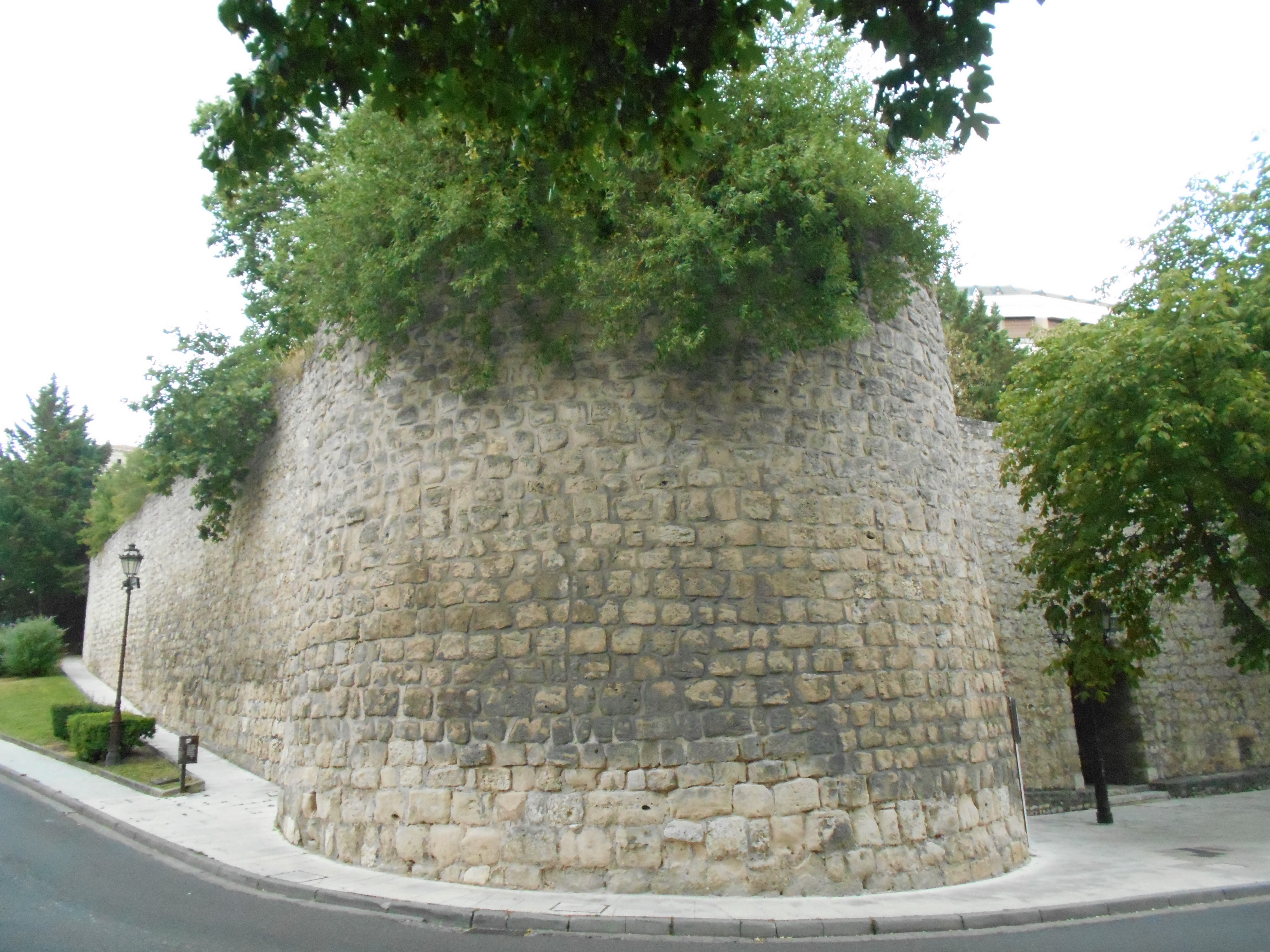
Torreón de doña Lambra
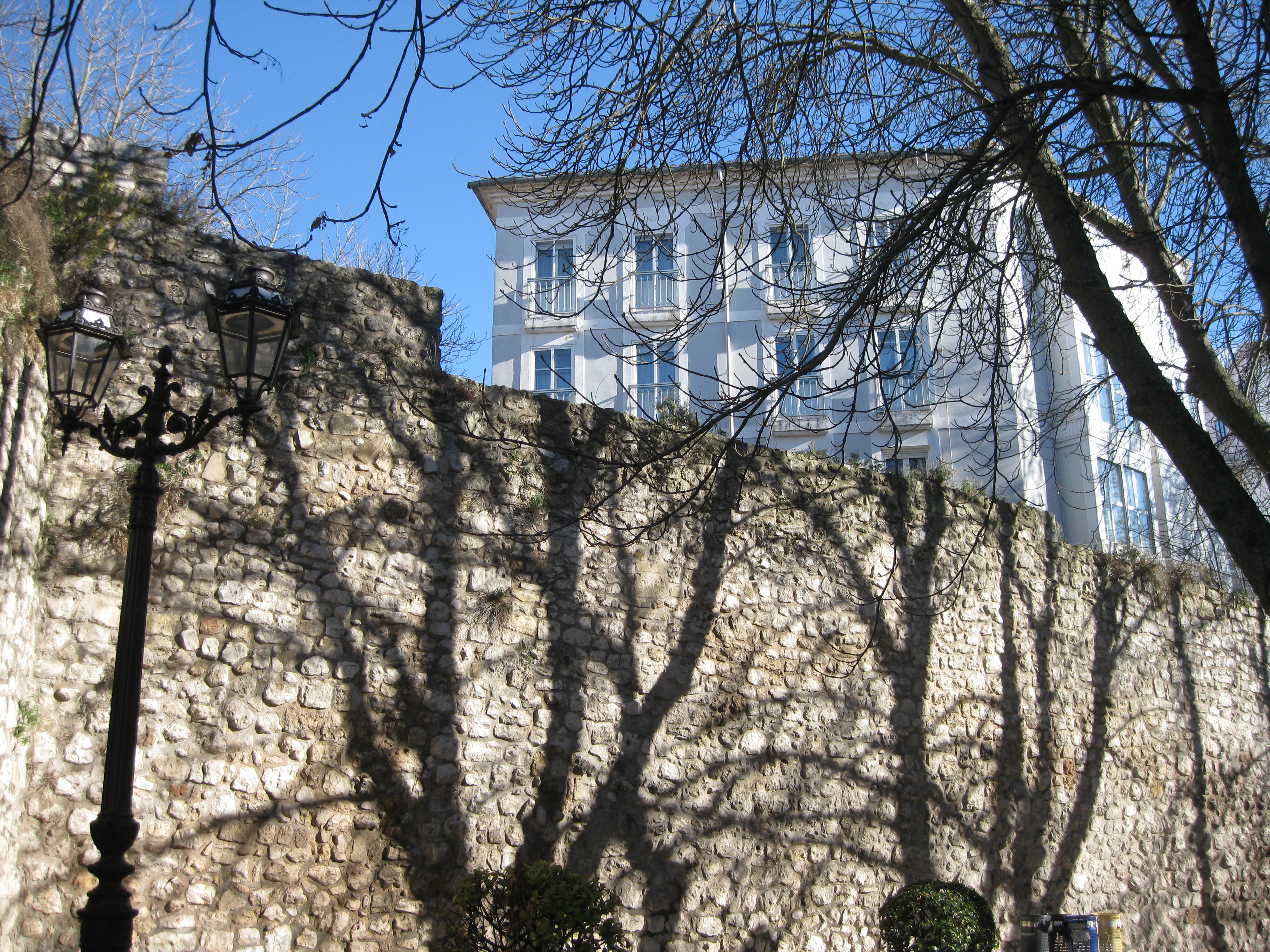
Paseo de los Cubos
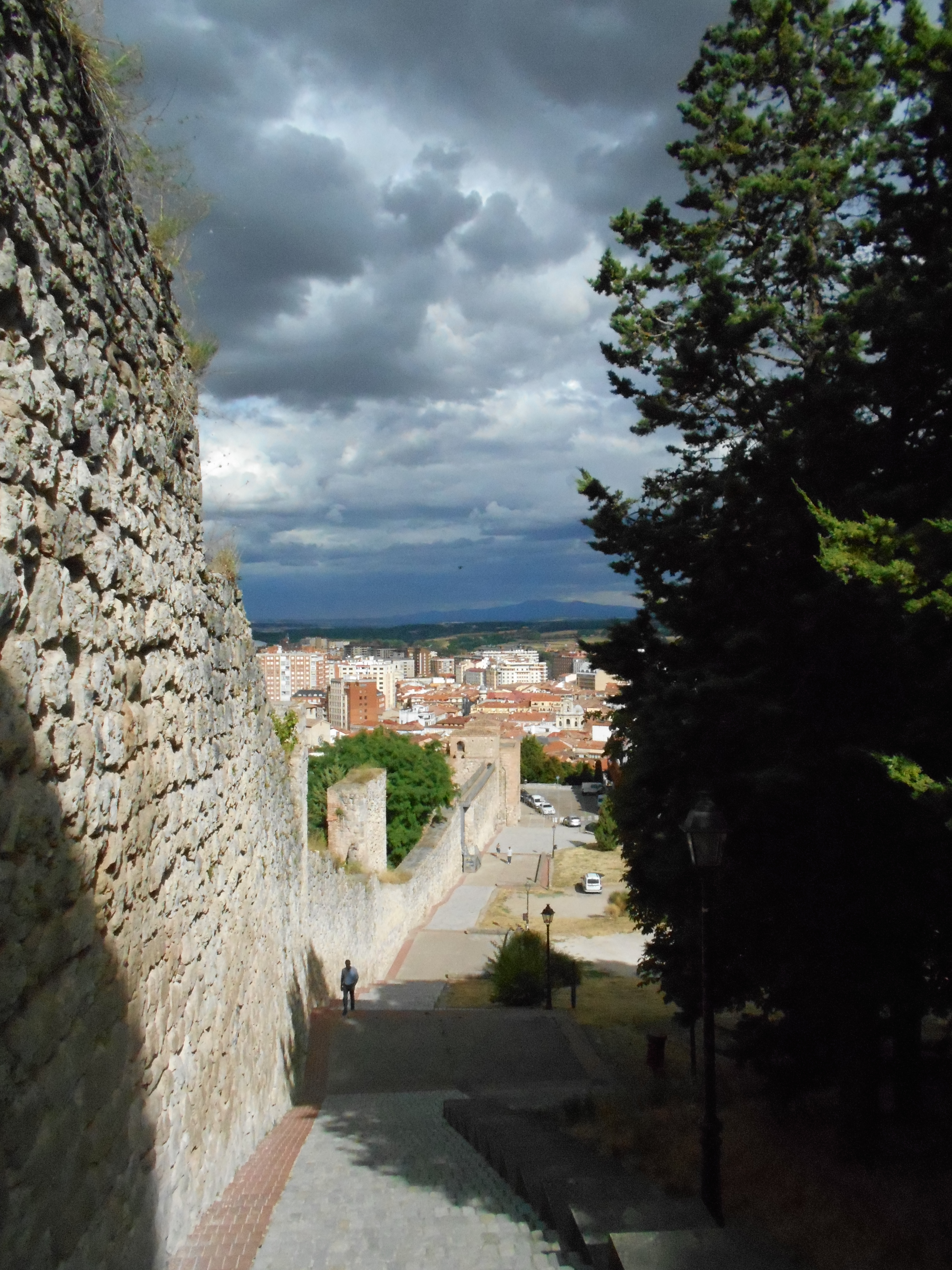
Subida de san Esteban
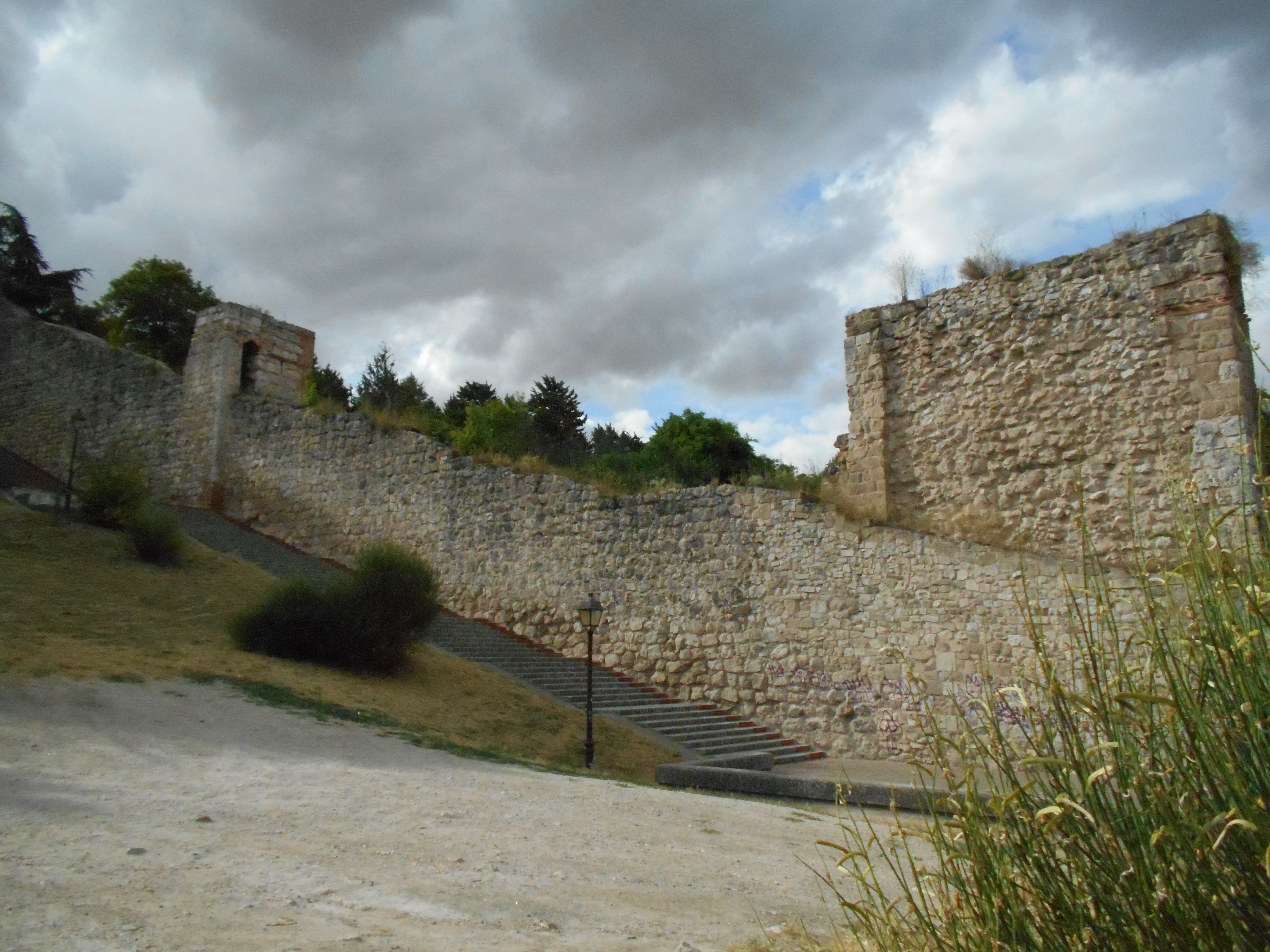
Subida de san Esteban
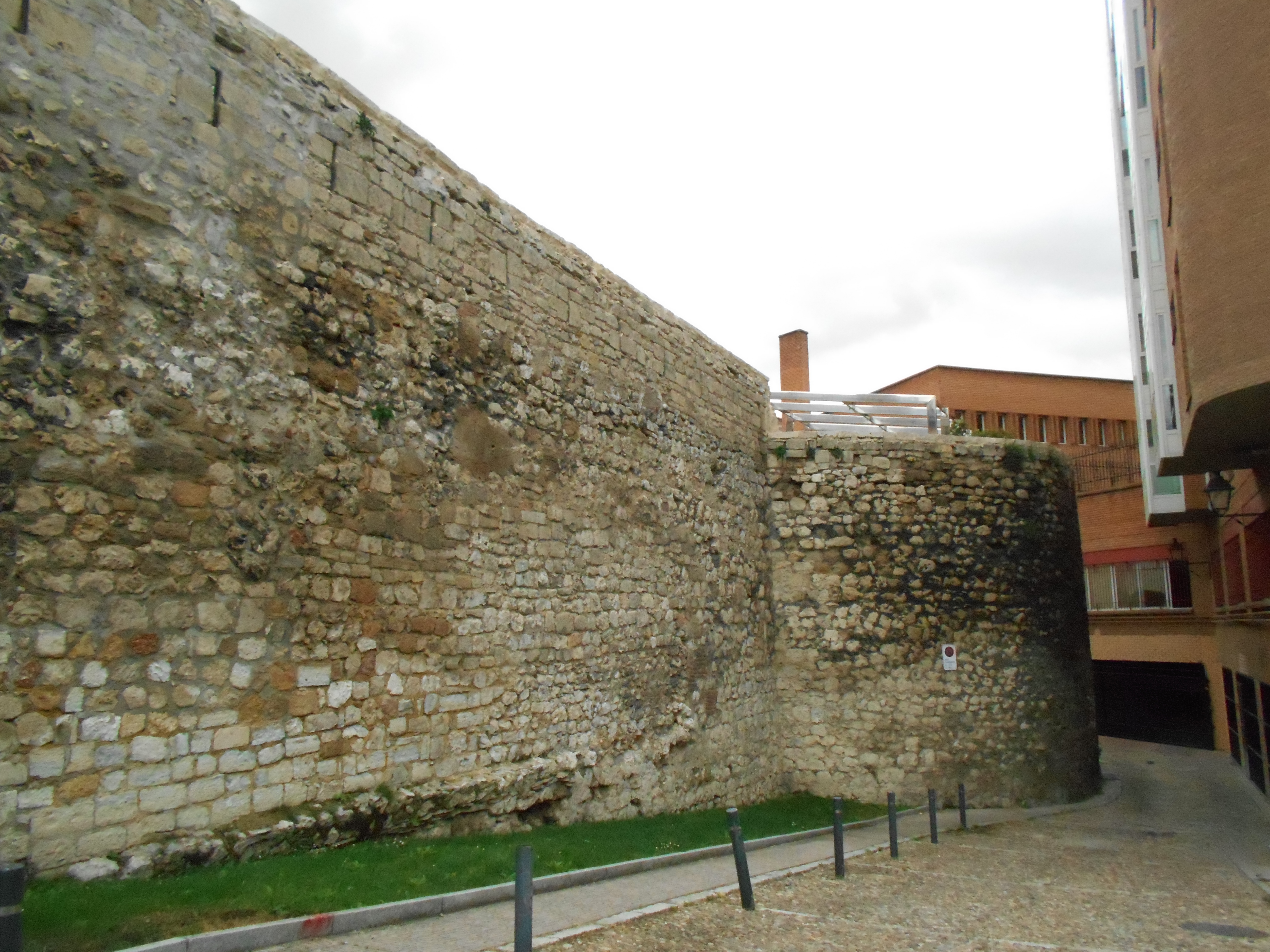
Calle Trinidad
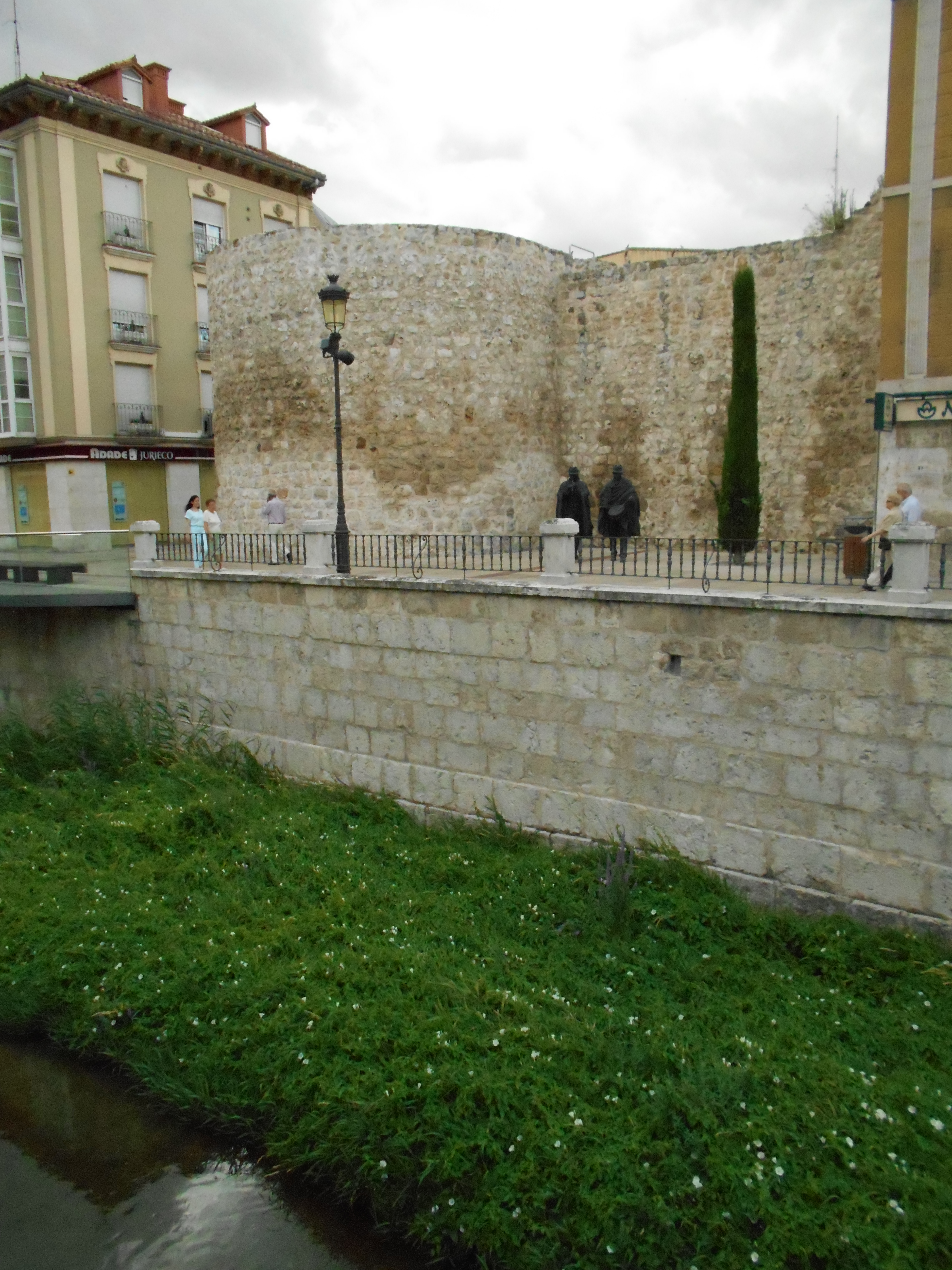
Calle san Lesmes